# Walter Forward
Walter Forward (East Granby, 24 de janeiro de 1786 – Pittsburgh, 24 de novembro de 1852) foi um advogado, jornalista e político norte-americano do estado da Pensilvânia. Forward estudou em escolas públicas em Connecticut, mudando-se depois com seu pai para Ohio e por fim Pensilvânia, estabelecendo-sem em Pittsburgh em 1803. Ele estudou direito e começou a praticar advocacia em 1803, também trabalhando como editor do jornal Tree of Liberty por alguns anos.
Forward foi eleito em 1822 para a Câmara dos Representantes a fim de preencher uma vacância causada pela renúncia de Henry Baldwin. Ele foi reeleito no ano seguinte e serviu até 1825 depois de ter perdido seu candidatura para uma segunda reeleição. Depois disso serviu na convenção constituinte da Pensilvânia em 1837.
Forward foi um grande apoiador da chapa Whig na eleição presidencial de 1840. O presidente William Henry Harrison o nomeou no ano seguinte para o posto de Controlador da Moeda dentro do Departamento do Tesouro. Com a renúncia de Thomas Ewing no mesmo ano, Forward foi nomeado o novo Secretário do Tesouro pelo presidente John Tyler.
Forward foi encarregado por Millard Fillmore, presidente do Comitê de Formas e Meios do Congresso, a criar um plano para aumentar impostos em resposta à queda de arrecadação causada pelo Pânico de 1837. Um projeto de lei foi aprovado em 1842, colocando em efeito impostos bem protecionistas. Forward renunciou da posição em 1843 e voltou a praticar direito.
O presidente Zachary Taylor o nomeou em 1849 como embaixador norte-americano na Dinamarca, posição que manteve até 1851. Forward voltou para os Estados Unidos e atuou como juiz do tribunal distrital do Condado de Allegheny. Ele morreu em Pittsburgh no final de 1852 aos 66 anos.